# Горас Джонсон
Горас Джонсон (англ. Thomas Johnson, 30 грудня 1886 — 12 серпня 1966) — британський велогонщик.
Срібний призер Олімпійських Ігор 1908 (гонка на 2000 м на тандемах), 1920 (індивідуальний спринт на 1000 м), 1920 (командна гонка переслідування) років.